# Чемпионат России по лыжным гонкам 2022
Чемпионат России по лыжным гонкам 2022 проводился Федерацией лыжных гонок России с 26 марта по 10 апреля 2022 года. Состоял из трёх этапов:
- первый этап прошёл с 26 марта по 3 апреля в Сыктывкар, (РЛК им. Р. П. Сметаниной)
- второй этап состоит из женской гонки на 50 км, прошедшей в Апатитах 9 апреля.
- третий этап состоит из мужской гонкой на 70 км, прошедшей в Мончегорске 10 апреля.

### Командное первенство
| № п/п | Субъект РФ            | Общий зачёт | Мужчины | Женщины |
| ----- | --------------------- | ----------- | ------- | ------- |
| 1     | Республика Татарстан  | 3381        | 2014    | 1367    |
| 2     | Республика Коми       | 2144,5      | 1742,5  | 402     |
| 3     | Тюменская область     | 2040        | 678     | 1362    |
| 4     | Архангельская область | 1901        | 1042    | 859     |
| 5     | Санкт-Петербург       | 1228,5      | 430     | 798,5   |
| 6     | Москва                | 799         | 283,5   | 515,5   |
| 7     | Республика Удмуртия   | 730         | 468     | 262     |
| 8     | Красноярский край     | 588,5       | 507,5   | 81      |
| 9     | ХМАО — Югра           | 429         | 161     | 268     |
| 10    | Пермский край         | 412,5       | 198,5   | 214     |

### Мужчины
| Дисциплина                          | Дата      | Золото                                                                                | Серебро                                                                                         | Бронза |
| Спринт классическим стилем          | 26 марта  | / Александр Терентьев Архангельская область/Ненецкий АО                               | Александр Большунов Архангельская область                                                       | Денис Филимонов Республика Татарстан                                                                       |
| Скиатлон 30 км                      | 27 марта  | Александр Большунов Архангельская область 1:14:59.4                                   | Илья Семиков Республика Коми 1:15:20.0                                                          | / Станислав Волженцев Республика Коми/Сахалинская область 1:15:20.4                                        |
| 15 км свободным стилем              | 29 марта  | Александр Большунов Архангельская область 37:58.6                                     | Ермил Вокуев Республика Коми 38:18.4                                                            | Илья Порошкин Москва 38:37.1                                                                               |
| Командный спринт свободным стилем   | 30 марта  | Архангельская область Александр Терентьев Александр Большунов 18:02.01                | Республика Коми — 1 Алексей Виценко Ермил Вокуев 18:08.03                                       | Республика Татарстан — 2 Андрей Феллер Владимир Фролов 18:12.94                                            |
| Эстафета 4х10 км                    | 1 апреля  | Республика Коми — 1 Илья Семиков Ермил Вокуев Илья Порошкин Алексей Виценко 1:35:04.5 | Республика Татарстан — 1 Андрей Феллер Андрей Ларьков Артём Николаев Ярослав Рыбочкин 1:36:00.8 | Архангельская область Александр Терентьев Александр Большунов Алексей Шемякин Дмитрий Горошников 1:36:06.1 |
| 50 км классическим стилем, масстарт | 3 апреля  | Александр Большунов Архангельская область 2:09:29.4                                   | Андрей Ларьков Республика Татарстан 2:09:50.8                                                   | Андрей Мельниченко Красноярский край 2:10:04.6                                                             |
| 70 км классическим стилем, масстарт | 10 апреля | Александр Большунов Архангельская область 3:09:34.0                                   | Илья Семиков Республика Коми 3:09:40.2                                                          | Андрей Ларьков Республика Татарстан 3:11:06.7                                                              |

### Женщины
| Дисциплина                          | Дата     | Золото                                                                                     | Серебро                                                                                          | Бронза                                                                                                   |
| Спринт классическим стилем          | 26 марта | Наталья Непряева Архангельская область                                                     | Анастасия Фалеева Санкт-Петербург                                                                | Анна Грухвина Тюменская область                                                                          |
| Скиатлон 15 км                      | 27 марта | Наталья Непряева Архангельская область 42:37.5                                             | Екатерина Смирнова Тюменская область 42:41.8                                                     | / Анастасия Рыгалина Москва/Санкт-Петербург 43:01.8                                                      |
| 10 км свободным стилем              | 29 марта | Наталья Непряева Архангельская область 29:16.0                                             | Алиса Жамбалова Республика Бурятия 29:56.0                                                       | Алия Иксанова, Республика Татарстан 30:08.1                                                              |
| Командный спринт свободным стилем   | 30 марта | Архангельская область Светлана Николаева Наталья Непряева 21:12.64                         | Тюменская область — 1 Екатерина Смирнова Наталья Мекрюкова 21:15.33                              | Тюменская область — 2 Евгения Рудометова Ольга Кучерук 21:16.68                                          |
| Эстафета 4х5 км                     | 1 апреля | Тюменская область Ольга Кучерук Наталья Мекрюкова Екатерина Смирнова Анна Грухвина 53:46.5 | Республика Татарстан — 1 Ольга Сергеева Алия Иксанова Анастасия Доценко Виктория Трошина 53:49.0 | Архангельская область Елизавета Горбунова Светлана Николаева Светлана Заборская Наталья Непряева 54:09.6 |
| 30 км классическим стилем, масстарт | 2 апреля | Наталья Непряева Архангельская область 1:17:51.9                                           | / Елизавета Шалабода Москва/Приморский край 1:17:53.8                                            | Мария Истомина Пермский край 1:17:55.3                                                                   |
| 50 км свободным стилем, масстарт    | 9 апреля | / Елизавета Шалабода Москва/Приморский край 2:40:18.9                                      | / Анастасия Рыгалина Москва/Санкт-Петербург 2:41:32.2                                            | Ольга Царёва Республика Коми 2:41:52.0                                                                   |